# Mimacraea marshalli
Mimacraea marshalli är en fjärilsart som beskrevs av Henry Trimen 1898. Mimacraea marshalli ingår i släktet Mimacraea och familjen juvelvingar. Inga underarter finns listade i Catalogue of Life.